# Julien Cools
Pour les articles homonymes, voir Cools (homonymie).
Julien Cools, né le 13 février 1947 à Réthy, est un footballeur belge.

## Biographie
Julien Cools a joué comme milieu de terrain au FC Bruges : avec les Blauw-Zwart, il a joué 261 matches officiels et marqué 44 buts en 6 saisons, remportant de nombreux trophées. Trois fois champion de Belgique (en 1976, 1977 et 1978) et vainqueur de la Coupe de Belgique en 1977, il est élu footballeur pro et Soulier d'or belge en 1977.
En 1979, il rejoint le Beerschot VAV pour deux saisons.

## Carrière internationale
Il a également disputé 35 matchs avec l'équipe de Belgique de football et marqué 2 buts.
Durant l'Euro 1980, Cools est le capitaine des Diables Rouges qui atteignent la finale (perdue 2-1 contre l'Allemagne de l'Ouest).

## Palmarès
- International A belge de 1974 à 1980 (35 sélections et 2 buts marqués)
- Champion de Belgique en 1976, 1977 et 1978 avec le FC Bruges
- Soulier d'or belge 1977
- Vainqueur de la Coupe de Belgique en 1977 avec le FC Bruges